# Лицо (фильм, 2018)
«Лицо» (пол. Twarz) — польская драма 2018 года режиссёра Малгожаты Шумовской. В главной роли — Матеуш Косьцюкевич. Фильм выдвигался на соискание премии «Золотой медведь» на 68-м Берлинском международном кинофестивале и получил «Серебряного медведя» (Гран-при жюри).
В западноевропейских странах фильм шёл под названием «Mug», что с английского дословно переводится как «рожа». Этим словом главного героя обзывают дети на улице из-за его внешности.
Сама Шумовска так охарактеризовала своё творение: «„Лицо“ — это метафора того, что в настоящее время происходит в Польше: страх перед чужим».

## Сюжет
Главный герой, парень из деревни по имени Яцек, работает на возведении самой большой статуи Иисуса Христа в мире, находящейся в Свебодзине. После несчастного случая, когда Яцек упал внутрь статуи, он переносит операцию по полной трансплантации лица, первую в своём роде в Европе. Яцеку приходится столкнуться со многими сложностями и непониманием окружающих: от него уходит невеста и отворачиваются близкие люди, в том числе и мать.

## В ролях
| Актёр              | Роль                  |
| ------------------ | --------------------- |
| Матеуш Косьцюкевич | Яцек                  |
| Мальгожата Гороль  | Дагмара невеста Яцека |
| Анна Томашевска    | мама Яцека            |
| Агнешка Подсядлик  | сестра Яцека          |
| Дариуш Хойнацки    | брат Яцека            |
| Роман Ганцарчик    | священник             |
| Ивона Бельска      | мать Дагмары          |

## Критика
«Что-то в картине цепляет. Возможно, это какой-то неуловимый нерв, свойственный лентам Ларса фон Триера, с которым в свое время сотрудничала Шумовска, а может быть, все дело в природной тяге смотреть на нечто отталкивающее, особенно понимая, что оно не сможет тебе навредить».
Егор Сенников из журнала «Сеанс» дал положительную оценку и написал, что «фильм Шумовской перешагивает национальные границы: подобное с легкостью могло произойти в русской, датской или американской глубинке».
Ксения Ильина из газеты «Собеседник» отметила, что режиссёр «находит правильный баланс, говоря о проблемах современной Польши таким образом, чтобы они могли быть услышаны: доводя их до абсурда».
Рецензент британского журнала «The Guardian» Питер Брэдшоу написал, что «Лицо» «сочетает в себе здравый реализм и фэнтэзи-комедию», а также назвал его «скабрезной и необыкновенно трогательной драмой».
Дебора Янг из американского журнала «The Hollywood Reporter» также положительно отозвалась о фильме и определила его жанр как арт-хаусную трагикомедию.
Джессика Кианг из журнала «Variety» окрестила фильм «басней о лицевой деформации, которая раскрывает мелочность и лицемерие провинциальной Польши».